# Calvin Maduro
Calvin Gregory Maduro (Santa Cruz (Aruba), 5 september 1974) is een Nederlands honkballer. Hij is een rechtshandige werper.
Maduro begon als kind met honkbal op Aruba. Hij speelde als little leaguer bij Aruba Rotary, vervolgens met Ramco in de senior divisie en met Miller in de jeugdcompetitie. Op 17-jarige leeftijd tekende hij een contract met Baltimore Orioles.
Op 8 september 1996 maakte hij zijn debuut in Amerika bij de Philadelphia Phillies in de Major League. Hij zou in totaal vijf seizoenen lang uitkomen voor de Phillies en de Baltimore Orioles en in totaal 68 wedstrijden spelen. In het jaar 2003 kwam hij eerst uit voor de Los Angeles Dodgers en daarna op Triple A-niveau voor de Newark Bears. In dat jaar werd hij ook voor de eerste maal geselecteerd voor het Nederlands honkbalteam.
In 2004 debuteerde Maduro in de Nederlandse hoofdklasse bij HCAW in Bussum nadat hij in Amerika geen contract meer had kunnen krijgen. Met het Nederlands team nam hij dat jaar deel aan de Haarlemse Honkbalweek waar hij werd uitgeroepen tot beste werper. Ook nam hij deel aan de Olympische Spelen van 2004. In 2005 probeerde hij opnieuw in Amerika als honkballer aan de slag te komen. In de winter van 2005 speelde hij voor de Cardenales de Lara in de winterleague van Venezuela en kon daarna in juni 2005 een contract tekenen bij de organisatie van de New York Yankees. Voor deze organisatie kwam hij de rest van het seizoen voor diverse teams in de Minor League uit.
In 2006 begon Maduro bij een team van de Baltimore Orioles-organisatie, de Bowie Baysox in de double A-divisie. Het was zijn bedoeling geweest terug te keren in de Major League maar in juni van dat jaar realiseerde hij zich dat dit niet langer haalbaar was. Op 10 juni 2006 speelde hij zijn laatste wedstrijd in de Amerikaanse profcompetitie. Hierna ging hij werken als werperscoach bij de Aberdeen Ironbirds, een van de single A-teams van de Baltimore Orioles. Wel liet hij zich in oktober 2005 nog overschrijven in Nederland naar de vereniging DOOR Neptunus en speelde met hen de play-offs van de hoofdklassecompetitie nog mee. In 2006 kwam hij nog een keer uit voor het Nederlands team en speelde mee tijdens de World Baseball Classic.
Maduro werd in 2003 voor zijn verdiensten binnen het honkbal benoemd tot Ridder in de Orde van Oranje-Nassau. Hij kreeg de orde op Aruba uitgereikt door de gouverneur. Hij was de negende Nederlandse honkballer die het tot het hoogste niveau van de Major League wist te brengen.